# Jristina Kalcheva
Jristina Kalcheva (Bulgaria, 29 de mayo de 1977) es una atleta búlgara retirada especializada en la prueba de salto de altura, en la que consiguió ser campeona mundial en pista cubierta en 1999.

## Carrera deportiva
En el Campeonato Mundial de Atletismo en Pista Cubierta de 1999 ganó la medalla de oro en el salto de altura, con un salto por encima de 1.99 metros, por delante de la checa Zuzana Hlavoňová (plata con 1.96 metros) y la estadounidense Tisha Waller (bronce también con 1.96 metros).